# Carlo Lurago

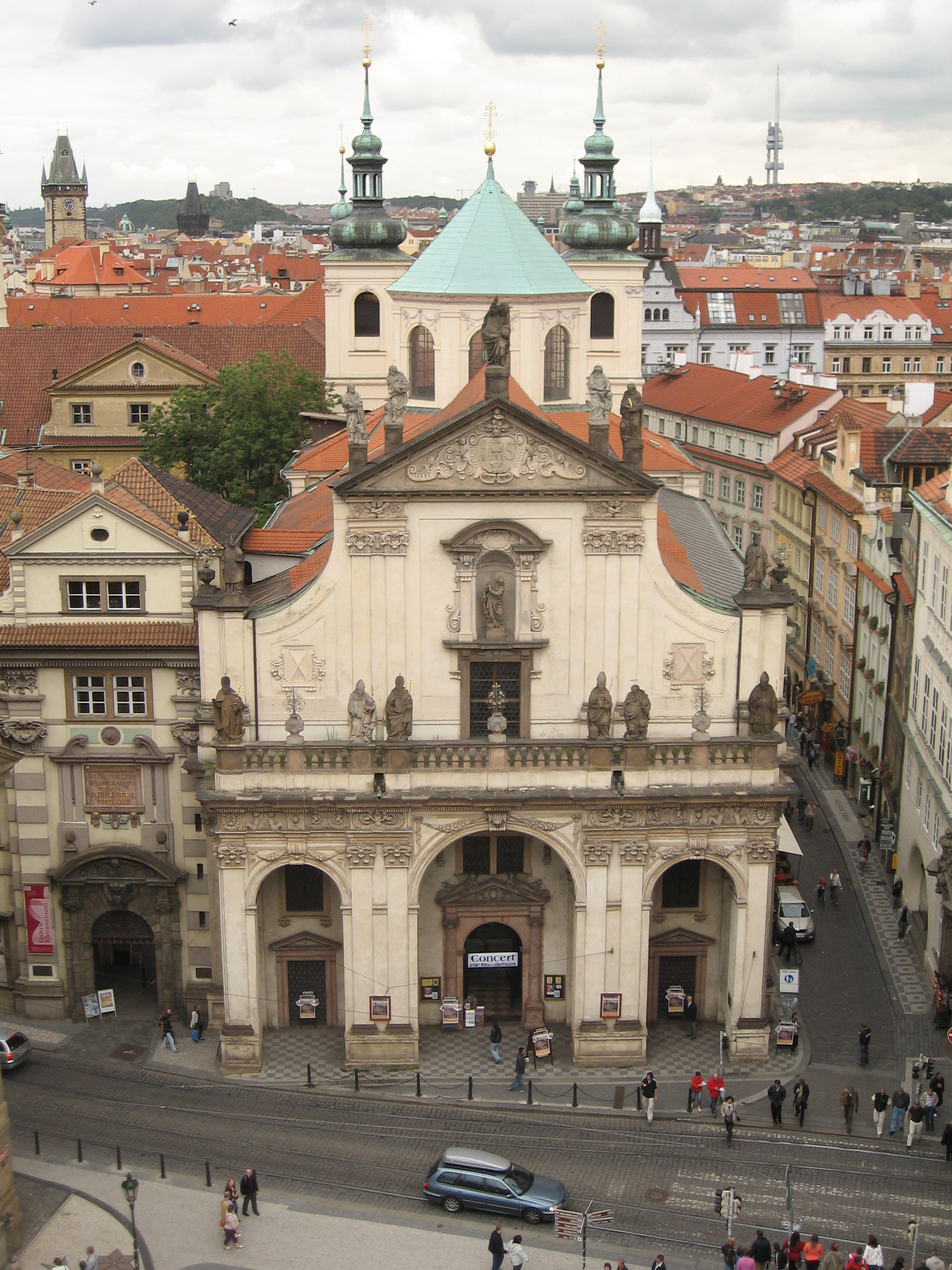
Kościół Świętego Zbawiciela w Pradze na placu Krzyżowców z Czerwoną Gwiazdą

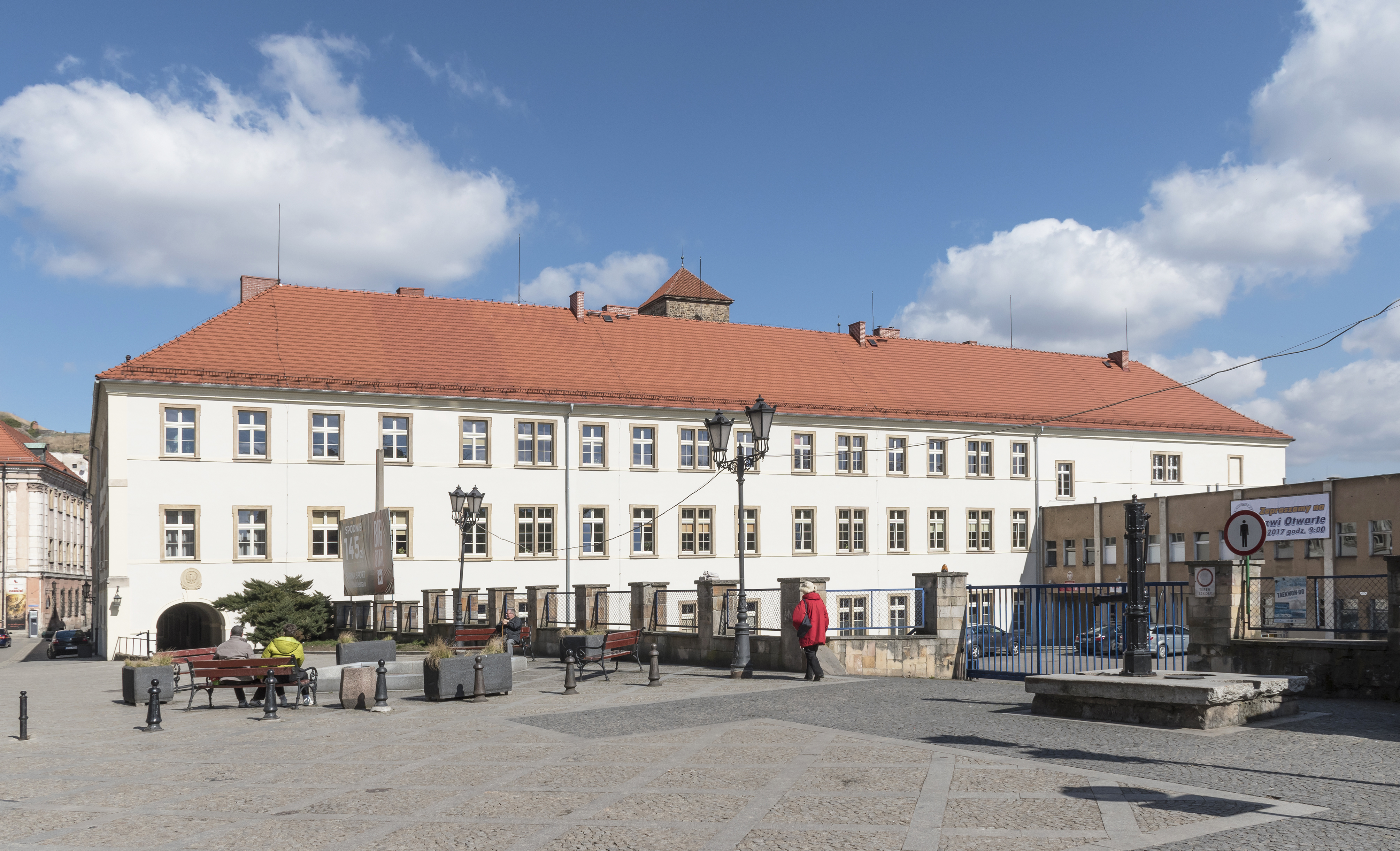
Kolegium jezuickie w Kłodzku

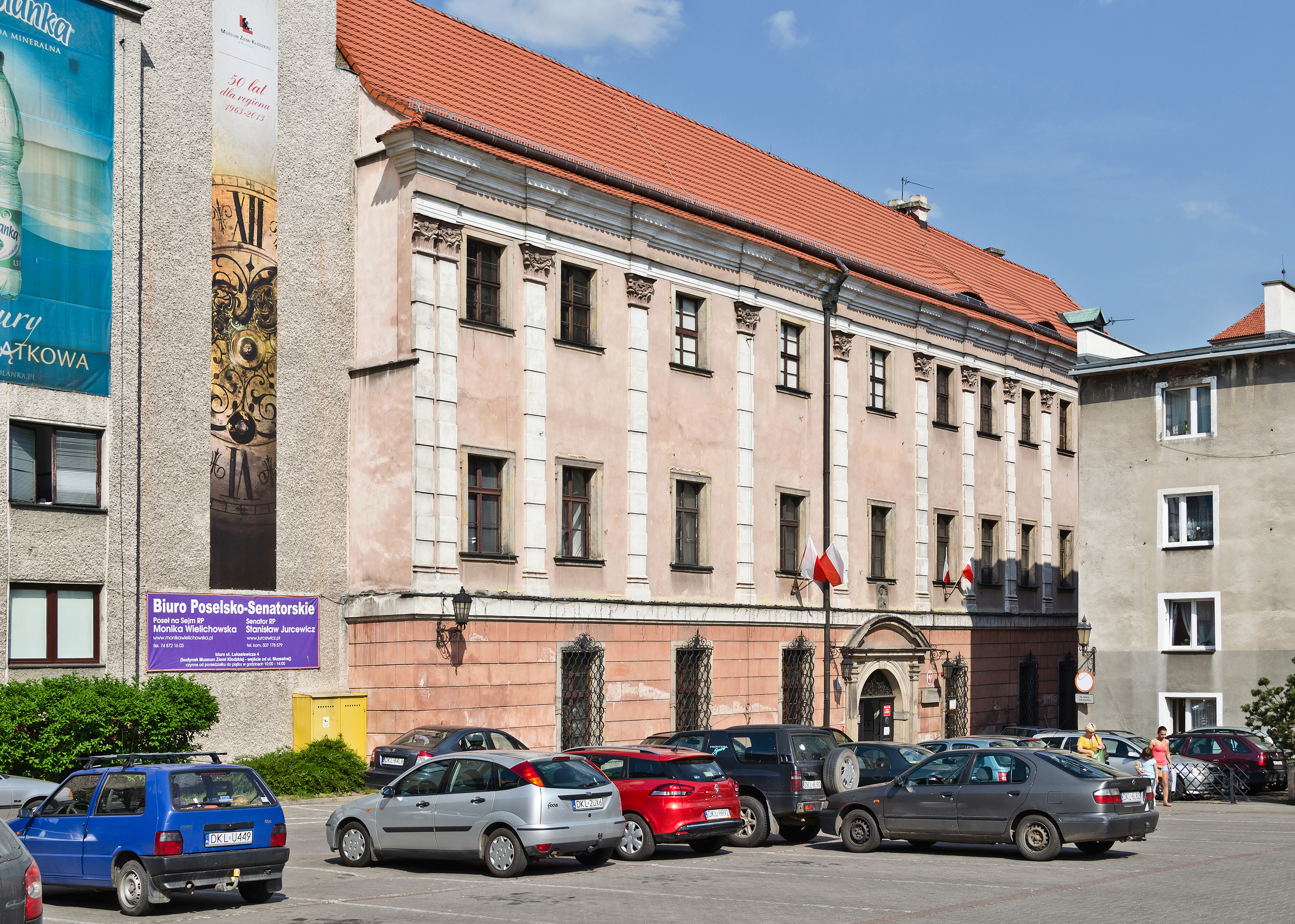
Konwikt jezuicki w Kłodzku

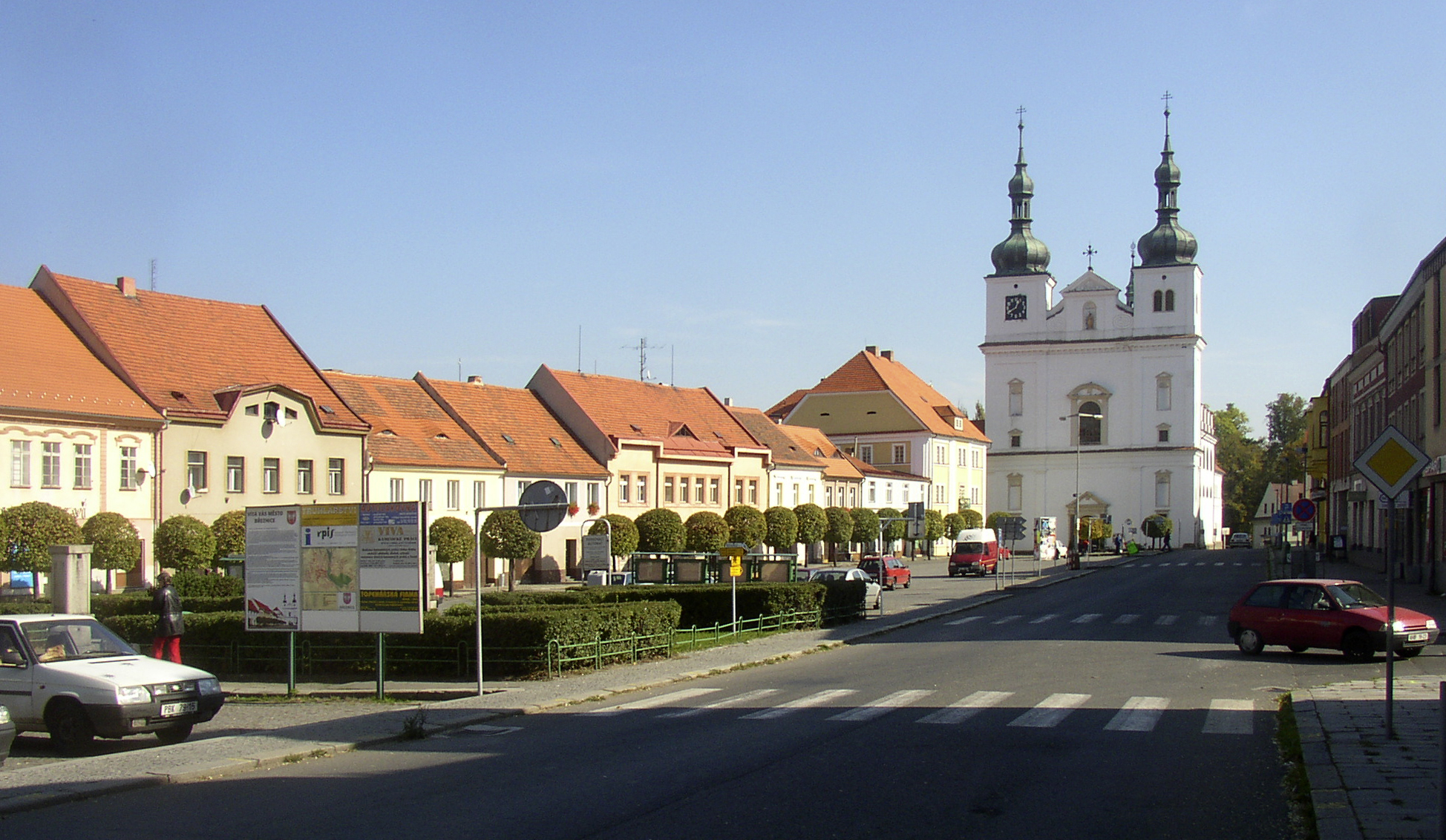
Kościół św. Ignacego w Breznice

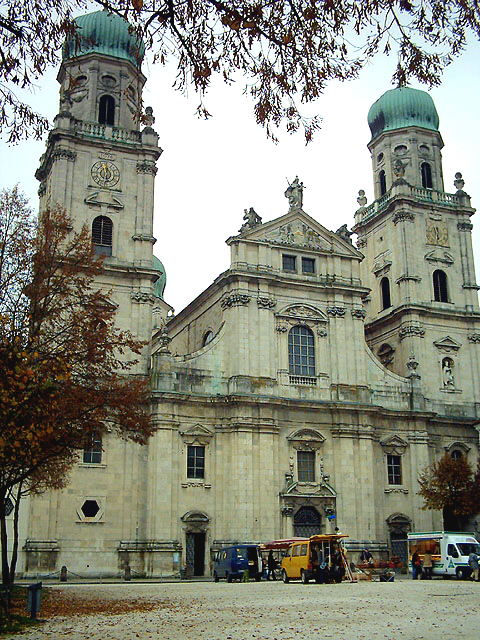
Zachodnia fasada katedry św. Stefana w Pasawie

Carlo Lurago także: Loragho, Luraghi, Luragho(ur. 14 grudnia 1615 w Pellio Superiore (Como w Lombardii); zm. 22 października 1684 w Pasawie) – włoski architekt, mistrz budowlany i sztukator działający głównie na terenie Czech.

## Życiorys
Carlo Lurago należał do grupy architektów pochodzących z Lombardii, którzy ze względu na swoje miejsce urodzenia w pobliżu jeziora Como zaliczani byli do tzw. Komasków i działali na terenie Czech, Śląska, Austrii i południowych Niemiec. Carlo Lurago razem z Giovannim Domenico Orsim de Orsinim i Francesco Carattim należał do najwybitniejszych mistrzów budowlanych w czasach czeskiego baroku.
Carlo Lurago urodził się w 1615 w rodzinie architektów. Jego rodzicami byli: Giovanni Antonio Lurago i Margarita z domu Lurago. Na temat jego młodości i wykształcenia nie zachowały się do dziś żadne dokumenty, stąd pozostaje ona nieznana. Wiadomo, że ożenił się w Val d'Intelvi z Elisabeth (N.N.) z którą miał dwóch synów, z czego młodszy zmarł jako dziecko.
W wieku 23 lat trafił jako sztukator do Pragi, gdzie działał na zlecenie tamtejszych jezuitów, m.in. w latach 1638–1640 dokonał przebudowy wnętrz gotyckiego kościoła Świętego Zbawiciela na praskim placu Krzyżowców z Czerwoną Gwiazdą. 
W 1648 otrzymał praskie obywatelstwo oraz założył własną pracownię, mieszczącą się na Malej Stranie, której współwłaścicielem był jego bratanek, Francesco Anselmo Lurago, należącą do największych w Czechach, przyjmując głównie zlecenia od Kościoła katolickiego.
Lurago był prawdopodobnie głównym twórcą praskiego Clementinum, zbudowanego w latach 1654–1679, na podstawie wcześniejszych planów Francesco Carattiego, przy wsparciu majstra Martino Lurago. Ponadto w latach 1649–1659 pracował przy rozbudowie fortyfikacji praskich razem z Santino Bussim i Giovannim Pieronim. 
Po pożarze katedry w Pasawie, która spłonęła niemal doszczętnie w 1662, powierzono mu zadanie jej odbudowy, trwającej 6 lat do 1668 Odbudowana katedra była wzorem dla innych kościołów barokowych budowanych w XVII i XVIII w.

## Projekty architektoniczne

### wPradze
- 1638–1648: przebudowa i prace sztukatorskie w kościele Najświętszego Zbawiciela na Starym Mieście
- 1650: Odbudowa Kościoła Mariackiego na Malej Stranie
- 1651: Przebudowa Pałacu Lobkowiztów na Hradczanach
- 1654–1679: Clementinum na Starym Mieście
- 1665–1670: Kościół św. Ignacego na Nowym Mieście
- 1578–1653: Kościół Najświętszego Zbawiciela w Clementinum
- 1673: Dom Zakonny św. Mikołaja na Malej Stranie

### w pozostałych miejscowościachCzech
- 1637–1659: Barokowy ratusz, Náchod
- 1642–1650: Kolegium Jezuickie z kościołem św. Franciszka Ksawerego i św. Ignacego Loyoli, Březnice
- 1650–1659: przebudowa i rozbudowa zamku w Nachodzie
- 1654–1666: Kościół jezuitów Wniebowzięcia NMP, Hradec Králové
- 1654–1679: Kościół św. Ignacego, Klatovy
- 1655–1661: przebudowa zamku w Nowym Mieście nad Metują
- 1657–1661: przebudowa klasztoru i kościoła przyklasztornego w Svatým Janie pod Skalou
- 1659–1674: kościół, klasztor i sanktuarium w Przybramie
- 1663–1671: przebudowa kościoła św. Ignacego w Chomutovie
- 1663–1668: klasztor Im Wald, Kladno
- 1665–1670: Kościół przyklasztorny Trójcy Świętej w Kláštercu nad Ohří
- 1666–1668: Zamek Humprecht

### naŚląsku
- 1660: kaplica barokowa w klasztorze franciszkanów w Głogowie
- 1680: sztukaterie w nawie głównej w Kościele Bożego Ciała w Brzegu Głogowskim

### whrabstwie kłodzkim
- 1653–1658: przebudowa i barokizacja kościoła św. Marii Magdaleny w Gorzanowie
- 1654–1690: budowa Kolegium Jezuitów i Konwiktu Jezuitów w Kłodzku
- 1660–1670: przebudowa kościoła Wniebowzięcia NMP w Kłodzku jako bazyliki emporowej.

### wBawarii
- 1668–1684: katedra św. Stefana w Pasawie
- 1641–1672: Kościół karmelitów w Ratyzbonie

### wAustrii
- 1670–1671: Sanktuarium w Maria Taferl w Dolnej Austrii